# ستولتس (استان پومرانی غربی)
ستولتس (به لهستانی:  Stolec) یک آبادی و روستا در لهستان است که در گمینا دوبرا (شهرستان پلیس) واقع شده‌است. ستولتس ۲۱۰ نفر جمعیت دارد.